# 群馬県の歌
「群馬県の歌」（ぐんまけんのうた）は日本の都道府県の一つ、群馬県の県民歌である。以下の3代が存在する。
1. 1936年（昭和11年）発表。作詞・作曲とも群馬県音楽協会。
2. 1951年（昭和26年）制定。作詞・高橋元吉、作曲・浜欽哉。
3. 1968年（昭和43年）制定。作詞・高草木昭允、補作・群馬県の歌選考委員会、作曲/編曲・服部良一。

現在の県民歌は3.である。

## 現行「群馬県の歌」
現在の「群馬県の歌」は県が制定した正式な県民歌としては3代目に当たる。1968年（昭和43年）が明治100年に当たる記念事業の一環として、群馬県旗のデザインと共に公募を実施し「県の美しい自然と輝く歴史を称え、県の躍進につなげられるように県民が歌える曲」を制定理念に同年10月25日付で発表・制定された。選考の結果、桐生市出身で当時は同市の教育委員会社会教育課長を務めていた高草木昭允の応募作が入選する。高草木は入選に際し「いつまでもカカア天下が上州のイメージでは困るので、懐古趣味をオミットし、たくましい力にあふれたものを心がけた」とコメントした。作曲は選考委員会からの依頼により、服部良一が手掛けている。
歌詞は3番まであり1番は女声、2番は男声、3番は混声で歌われる。現在は県庁において始業時の庁内放送や県の行事・式典において演奏される。キングレコードが製造したEP盤（NCS-1122）の創唱者は友竹正則と藤田みどりだが、現在は群馬交響楽団の演奏により塚田京子と松原真介が歌唱した1986年（昭和61年）収録のカバーバージョンが主に使用されている。
群馬テレビでは毎日、放送開始時と終了時に演奏が行われているが、長らく作詞者の名前が昭允ではなく昭充と誤って表記されていた。2012年（平成24年）時点では、冒頭に表示される作詞および作曲・編曲の欄をグリーンバックで隠した上で、正規の表記に修正。2023年（令和5年）1月以降はグリーンバック処理がなくなっている。

## 歴代の「群馬県の歌」
現在の「群馬県の歌」は3代目のものであり、過去には以下の2曲が制定されていた。

### 初代（1936年）
初代の「群馬県の歌」は、1936年（昭和11年）4月11日に「敬神知事」として知られる君島清吉知事の提唱で制定された。その背景には、1934年（昭和9年）に開催された陸軍大演習の際に桐生市で発生した昭和天皇誤導事件で群馬県警察部の失態が県内外の非難を浴び、金沢正雄知事が辞任に追い込まれる一因となったことが関係している。君島は就任早々から事件で失墜した県の汚名をそそぐべく「東日本御経営聖業奉賛会」の組織を提唱し、その一環として4月に一之宮貫前神社で開催する奉賛大祭に合わせて県民歌の制定が企画された。
歌詞は一般公募を実施したが入選作が無かったため作詞・作曲とも群馬県音楽協会（現在の群馬音楽協会とは別組織）が行っているが、文語体で難解な歌詞のため普及に至らなかった。戦後は国粋主義色が強いことを理由に演奏されなくなり、後述の2代目「群馬県の歌」制定に伴い廃止された。詞・曲とも団体名義のため1986年（昭和61年）12月31日に著作権の保護期間を満了し、パブリックドメインとなっている。

### 2代目（1951年）
2代目の「群馬県の歌」はいわゆる「復興県民歌」として県が県教育委員会および上毛新聞社と共同で歌詞と曲の公募を実施し、1951年（昭和26年）5月4日に制定された。この際、2代目県民歌制定と合わせてレンゲツツジが県花に選定されている。
土屋文明が審査委員長を務めた作詞部門では入選作がなく、選考委員を務めた詩人の高橋元吉が作詞を行った。歌詞は5番まであり、古代からの上野国の繁栄と三方を山に囲まれた県土の美しさを歌う内容となっている。近衛秀麿が審査委員長を務めた作曲部門では、中学校教諭で後に高崎市民音楽連盟常任理事となった浜欽哉（1907年 - 1987年）が応募したものが採用された。
現行の3代目県民歌制定に伴い、1968年（昭和43年）に廃止された。

## 備考
日本の都道府県において3代にわたる県民歌の代替わりを繰り返した事例は、群馬県の他に山口県(山口県民歌,山口県民の歌)と愛媛県(愛媛県民歌,愛媛県民の歌,愛媛の歌)がある。
歴代の「群馬県の歌」以外の県に関係する楽曲としては1946年（昭和21年）に県が毎日新聞東京本社と共同で戦後復興のキャンペーンソングとして選定した「復興群馬の歌」（作詞・鈴木比呂志、作曲・下総皖一）や、1966年（昭和41年）に「群馬県青少年の歌」として選定された「若い群馬の歌」（作詞・佐俣千代子、作曲・生方良作）がある。